# 瓦迪帕蒂
瓦迪帕蒂（Vadipatti），是印度泰米尔纳德邦Madurai县的一个城镇。总人口21780（2001年）。

## 人口
该地2001年总人口21780人，其中男性10875人，女性10905人；0—6岁人口2264人，其中男1125人，女1139人；识字率68.10%，其中男性为75.97%，女性为60.26%。